# Top of the Shops
Top of the Shops ili TOTS je ljestvica prodaje albuma koju Hrvatska diskografska udruga objavljuje svakoga tjedna na svojoj web stranici. TOTS je jedina službena lista prodaje domaćih i stranih albuma u Hrvatskoj. Postala je službena hrvatska ljestvica albuma u siječnju 2006. godine.
TOTS nastaje na osnovi stvarnih prodajnih rezultata više od 20 ovlaštenih CD shopova, koje je verificirala Hrvatska diskografska udruga. Svaki kupljeni album u naljepnicom označenom prodajnom mjestu glas je ZA određeni album. Svaki tjedan kompjutorski obrađeni prodajni rezultati se zbrajaju i tvore tjednu top listu. Ovakva lista, formirana na objektivnim pokazateljima, pravi je prikaz stvarnog stanja na glazbenom tržištu i relevantna podloga za dodjelu priznanja za nakladu.
TOTS lista ima svoju emisiju koja se godinama svaki tjedan emitira na nacionalnoj glazbenoj televiziji CMC.

## TOTS ljestvice
- TOTS top 40 domaćih albuma
- TOTS top 40 stranih albuma
- TOTS top 10 domaćih albuma – vinila
- TOTS top 10 stranih albuma – vinila

## TOTS certifikati
Glazbeni album ispunjava uvjete za platinasti certifikat ako premaši 15.000 primjeraka i zlatni certifikat za 7.000 prodanih primjeraka. Postoje također srebrni i dijamantni certifikati za prodaju 3.500, odnosno 30.000 primjeraka.